# 國島直希
国岛直希（日语：くにしま なおき、1994年8月1日—）是日本岐阜县出生的男性演员和模特儿。目前隶属于太田制作。

## 生平
2013年，国岛参加了第26届JUNON SUPER BOY选拔赛获得最高奖。2014年，他在电影《人狼游戏2 野兽阵营》中饰演柳川祐贵，得以他的出道处女作。2016年，国岛在朝日电视台的超级战队系列特摄剧《动物战队兽王者》之中饰演“门藤操／兽王世界”，得以第一次在电视剧演出。

## 演出作品

### 電視劇
- 動物戰隊獸王者 第16話 - 最終話（2016年5月29日 - 2017年2月5日，朝日電視台） - 飾演 門藤操 / 獸王世界
- 個人品牌辛苦了（#セルおつ） 第2話（2017年5月6日，朝日放送電視台） - 飾演 山崎修也
- 深海魚男 第7話（2017年9月6日，TBS）
- 路人超能100（2018年1月19日 - 4月6日，東京電視台） - 神室真司
- 刑警ZERO 第1話（2019年1月10日，朝日電視台） - 飾演 今宮賢
- 學園爆笑王（べしゃり暮らし） 第7話 - 最終話（2019年9月7日 - 14日，朝日電視台） - 飾演 堀内泰示
- 森村誠一推理特別篇 終點站系列37 「沒有退休的殺意」（（2021年4月1日，朝日電視台） - 飾演 石川

### 電影
- 人狼遊戲 野獸陣營（2014年8月30日） - 飾演 柳川祐貴
- 超級戰隊系列
  - 劇場版 動物戰隊獸王者 心跳不已 馬戲團恐慌！（2016年8月6日，東映） - 飾演 門藤操 / 獸王世界
  - 劇場版 動物戰隊獸王者 VS 忍忍者 來自未來的訊息 from 超級戰隊（2017年1月14日，東映） - 飾演 門藤操 / 獸王世界
  - 假面騎士×超級戰隊 超 超級英雄大戰（2017年3月25日，東映） - 飾演 獸王世界
  - 歸來的動物戰隊獸王者 納命來！地球王者決定戰（2017年6月28日，東映視訊） - 飾演 門藤操 / 獸王世界
  - 魯邦連者VS巡邏連者VS九連者（2019年8月21日，東映視訊） - 飾演 門藤操 / 獸王世界
- 那些年，我們一起追的女孩（日本版）（2018年10月5日，Kino Films） - 飾演 町田健人
- 小資女孩奮鬥記：遊樂園的奇蹟（オズランド 笑顔の魔法おしえます。）（2018年10月26日，Phantom Film・HIGH BROW CINEMA） - 飾演 泥江新太
- MOOSIC LAB 2018【短篇部門】公式出品作品「蕭邦的姊妹（兄弟）」（「ショパンの姉妹（きょうだい）」）（2018年11月） - 飾演 與太郎
- 電影 豐島園（映画 としまえん）（2019年5月10日，東映視訊） - 飾演 查姆（チャム）
- 第5回新人監督映畫祭 NDFF 上映作品「a cappella（あかぺら）」（2019年6月）
- HiGH&LOW THE WORST（2019年10月4日，松竹） - 飾演 野口

### 網路電視劇
- SPEC SAGA黎明篇「慧之戀」（2018年9月28日 - 11月2日，Paravi） - 飾演 水島翔一
- 假面騎士JUUGA VS 假面騎士OLTECA（2023年4月30日・5月7日，東映） - 飾演 齊川勇生

### 舞台
- BLACK10（2014年2月5日 - 9日，全勞濟Hall / Space zero）
- AZUMI 幕末編（2015年9月11日 - 24日，新國立劇場中劇場）
- 動物戰隊獸王者秀 第5彈「獸王Final!別小看王者羈絆!!」（2017年1月28日 - 3之周末假日周末假日，Theatre G-Rosso） - 飾演 門藤操 / 獸王世界
- 動物戰隊獸王者 Final Live Tour 2017（2017年3月 - 4月） - 飾演 門藤操 / 獸王世界
- 8（2017年12月20日 - 24日，The Pocket） - 主演・金井斗真
- 貓與犬與約束之燈（猫と犬と約束の燈）（2018年2月7日 - 12日，草月Hall） -  飾演 下田海路
- 我家最後的解決之道（わが家の最終的解決）（2018年3月28日 - 4月1日，Theater Sun Mall） -  飾演 魯道夫·迪特里希
- 向日葵（ひまわり）（2018年5月2日 - 6日，The Pocket） -  飾演 西川尊
- HYBRID PROJECT Vol.17「Re-」（2018年9月12日 - 16日，Theater Sun Mall） - 主演・庫羅
- PINK（2019年3月30日 - 4月5日、CBGK澀劇!!） -  飾演 邦彥
- Starry☆Sky on STAGE -  飾演 東月錫也
  - SEASON 1（2019年7月10日 - 15日，品川王子飯店 Club ex）
  - SEASON 2 ～星雪譚 ホシノユキタン～（2020年1月15日 - 26日，紀伊國屋Southern Theater TAKASHIMAYA）

- 夕-ゆう-（2019年8月7日 - 18日、Theater Sun Mall） -  飾演 相川雅彌
- Pyupa Myu夢幻泡影系列第一彈「夢」（ぴゅぱミュ 夢幻泡影シリーズ第一弾「夢」）（2019年10月30日 - 11月3日，新宿村LIVE） -  飾演 森田彬
- 第五人格IdentityV STAGE -  飾演 白無常（謝必安） 役
  - Episode 1「What to draw」（2019年11月29日 - 12月8日，Sunshine Theatre）
  - Episode 3「Cry for the moon」（2020年9月10日 - 18日，TACHIKAWA STAGE GARDEN）
  - Episode 2「Double Down」（2021年3月24日 - 4月1日，TACHIKAWA STAGE GARDEN）
- 音樂劇「黑與白 -purgatorium-」 - 飾演  慈悲拉斐爾
  - 「黑與白 -purgatorium-」（2020年2月19日 - 23日，日本青年館）
  - 「黑與白 -purgatorium- ad libitum」 （2020年11月27日 - 12月6日，HULIC HALL東京）
- 線上朗讀劇「杜子春」（2021年1月27日）
- This is 大奥（2021年4月22日 - 25日，HULIC HALL東京） -  飾演 Mikado
- 劇飯「歐芹不新鮮」（劇メシ「パセリがすねた」）（2021年5月23日 - 24日，表參道bamboo） -  飾演 香菜
- WORLD -Change The Sky-（2021年6月27日 - 7月4日，長野ZERO大Hall） -  飾演 碓冰慶次
- 爆走otona小學生「初等教育Royal」（爆走おとな小学生「初等教育ロイヤル」）（2021年7月23日 - 25日，京都劇場） -  飾演 鈴木君
- 情境朗讀劇『Love on Ride～通勤男友』（2021年8月6日 - 11日，淺草花劇場）
- バッキャローシリーズ
  - 第8彈（前編）『土のバッキャロー！！』（2021年10月6日 - 12日，Theater Green BIG TREE THEATER） -  飾演 戶村天平
  - 第7彈；第8彈（後編）『雫のバッキャロー！！』（2022年5月11日 - 17日，Theater Green BIG TREE THEATER） -  飾演 戶村天平
- 四人房（カルテットルーム）（2021年10月20日 - 24日，中目黑Kinkero Theater） -  飾演 大森學
- 朝顏開了（ねぇ、ヒルガオが咲いてるよ。）（2021年11月3日 - 7日，バルスタジオ） - 主演・櫻井武史
- 共生邱比特 The Stage（2021年11月12日，一般財團法人 全電通勞動會館 多目的Hall）
- 和道之阿修羅（2021年12月10日 - 12日，京都劇場） -  飾演 大蛇之五郎
- 哈囉哈囉波比波比（ハローハローポピーポピー）（2021年12月21日 - 26日，BOX in BOX THEATER） -  飾演 Glen
- 手機連動”女主角體驗 朗讀劇”「戀人是公安刑警」 from 100幕之戀＋（2022年1月13日，赤坂RED/THEATER）-  飾演 颯馬周介
- 朗讀劇「銀河鐵道之夜」（2022年2月11日 - 14日，淺草花劇場） - 2/11 飾演 卡帕涅拉、2/12 飾演 敘事者Ⅰ
- 戰國送球〜Battle Balls〜（2022年2月23日 - 27日，CBGK澀劇!!） -  飾演 佐佐木真也
- 戰國送球〜Battle Balls〜第二次真田合戦（2022年4月7日 - 8日，THEATRE1010） -  飾演 宮野大樹
- 長長的夢（長い夢）（2022年9月22日 - 25日，王子小劇場）-  飾演 藤波賢斗
- 混蛋合唱團（ろくでなしコーラス）（2022年11月2日 - 6日，淺草花劇場）-  飾演 Koppe
- 刀劍亂舞音樂劇 -  飾演 一期一振
  - ～砥水漾影花～（2023年4月30日 - 6月18日，TOKYO DOME CITY HALL 等）
  - ㊇ 亂舞野外祭（2023年9月17日 - 24日，富士急樂園Conifer Forest）
- 舞台 華之天羽組 -天京戰爭篇-powered by 人類瑕疵大學（2023年12月9日 - 17日，品川王子飯店Club eX）-  飾演 和中蒼一郎
- BURAI3 -最終章-（2024年4月17日 - 22日，OWLSPOT THEATRE）
- Fool（フール）（2024年3月13日 - 17日，赤坂RED/THEATER）  -  飾演 津島凌雅

### 音樂錄影帶
- Super Break Dawn「Silent Snow」（2018年11月28日）

### 遊戲
- 動物戰隊獸王者 Battle Cube Puzzle（2016年） - 飾演 獸王世界

### 其他
- 拉麵花月嵐「飛驒高山中華拉麵 麵屋 和香葉」宣傳大使